# Eorotex (equip ciclista)
L'equip Eorotex va ser un equip ciclista suís de ciclisme en ruta que va competir professionalment de 1982 a 1983.

## Principals resultats
- Trofeu Luis Puig: Raimund Dietzen (1982)
- Gran Premi del cantó d'Argòvia: Siegfried Hekimi (1983)

### A les grans voltes
- Giro d'Itàlia
  - 1 participacions (1983)
  - 0 victòries d'etapa:
  - 0 classificacions finals:
  - 0 classificacions secundàries:

- Tour de França
  - 1 participacions (1982)
  - 1 victòries d'etapa:
    - 1 el 1982: Stefan Mutter

  - 0 classificacions finals:
  - 0 classificacions secundàries:

- Volta a Espanya
  - 1 participacions (1982)
  - 0 victòries d'etapa:
  - 0 classificacions finals:
  - 1 classificacions secundàries:
    - Classificació per punts: Stefan Mutter (1982)